# Kémes
Kémes község Baranya vármegyében, a Siklósi járásban.

## Fekvése
A település Baranya déli részén, a Dráva völgyében, az Ormánság területén helyezkedik el, a Fekete-vízbe torkolló Pécsi-víz és a Kémesi-árok összefolyása közelében. Szomszédai észak felől indulva, az óramutató járása szerint Drávapiski, Drávacsepely, Szaporca, Cún és Baranyahídvég.

### Megközelítése
Legfontosabb közúti megközelítési útvonala a Harkány-Sellye-Darány közt húzódó 5804-es út, ezen érhető el mindhárom említett település irányából. Pécsről Harkányon át közelíthető meg a legegyszerűbben, az 58-as főúton, majd az 5717-es és az 5804-es úton.
A környező kisebb települések közül Szaporcával és Tésenfával az 58 126-os, Cúnnal az 58 127-es számú mellékút köti össze.
A települést a hazai vasútvonalak közül a Középrigóc–Villány-vasútvonal érintette, melynek egy megállási pontja volt a község területén, Kémes megállóhely, a belterület északi szélén. 2007 márciusa óta azonban szünetel a forgalom a vonalon.

## Története
E terület első lakóira utaló leletek a bronzkor késői szakaszából valók. A római időkben itt élőkre utaló lelet egy feltárt sír volt.
A község nevének első írásos említése 1077-1095 közötti időkből való, a Rád (Dráva) birtok  I. László király kori határjárásban tűnt fel Kemus néven,  1177-ben pedig Kemes alakban említik. A határjárásban körülhatárolt uradalom 5 mai falu: Tésenfa, Kémes, Csehi, Szerdahely és Kovácshida területét ölelte fel, pontosan követve ezek mai határát.
Még a tatárjárás előtt kerülhetett a Kán nemzetséghez tartozó Siklósiak kezére, mert egy 1251-ben a két Kémesen (Nagy- és Kiskémes) és uradalmán mint öröklött birtokukon osztoztak, amely Simon fia Gyulának jutott.
A középkori település az 1333-1335 közötti pápai tizedjegyzékben önálló plébániaként szerepel, s papja 1335-ben 12 báni pápai tizedet fizetett.
A török uralom ideje alatt végig lakott volt, lakói azóta is magyarok.
2013. április 25-én kihelyezett kormányülést tartottak a településen.

## Közélete

### Polgármesterei
- 1990–1994: Kiss Kálmán (független)[4]
- 1994–1998: Fauszt György (független)[5]
- 1998–2002: Fauszt György (független)[6]
- 2002–2006: Horváth Zoltánné (független)[7]
- 2006–2010: Horváth Zoltánné (független)[8]
- 2010–2014: Szolykóné Pfeifer Gabriella (Fidesz-KDNP)[9]
- 2014–2018: Szolykóné Pfeifer Gabriella (Fidesz-KDNP)[10]
- 2018–2019: Szolykóné Pfeifer Gabriella (Fidesz-KDNP)[11]
- 2019–2024: Szolykóné Pfeifer Gabriella (független)[12]
- 2024– : Szolykóné Pfeifer Gabriella (független)[1]

A településen 2018. október 28-án időközi polgármester-választást (és képviselő-testületi választást) tartottak, az előző képviselő-testület önfeloszlatása miatt. A választáson a hivatalban lévő polgármester is elindult, és meg is erősítette pozícióját.

## Népesség
A település népességének változása:
| Lakosok száma | 499  | 476  | 468  | 438  | 450  | 440  | 430  | 419  |
|               | 2013 | 2014 | 2015 | 2019 | 2021 | 2022 | 2023 | 2024 |

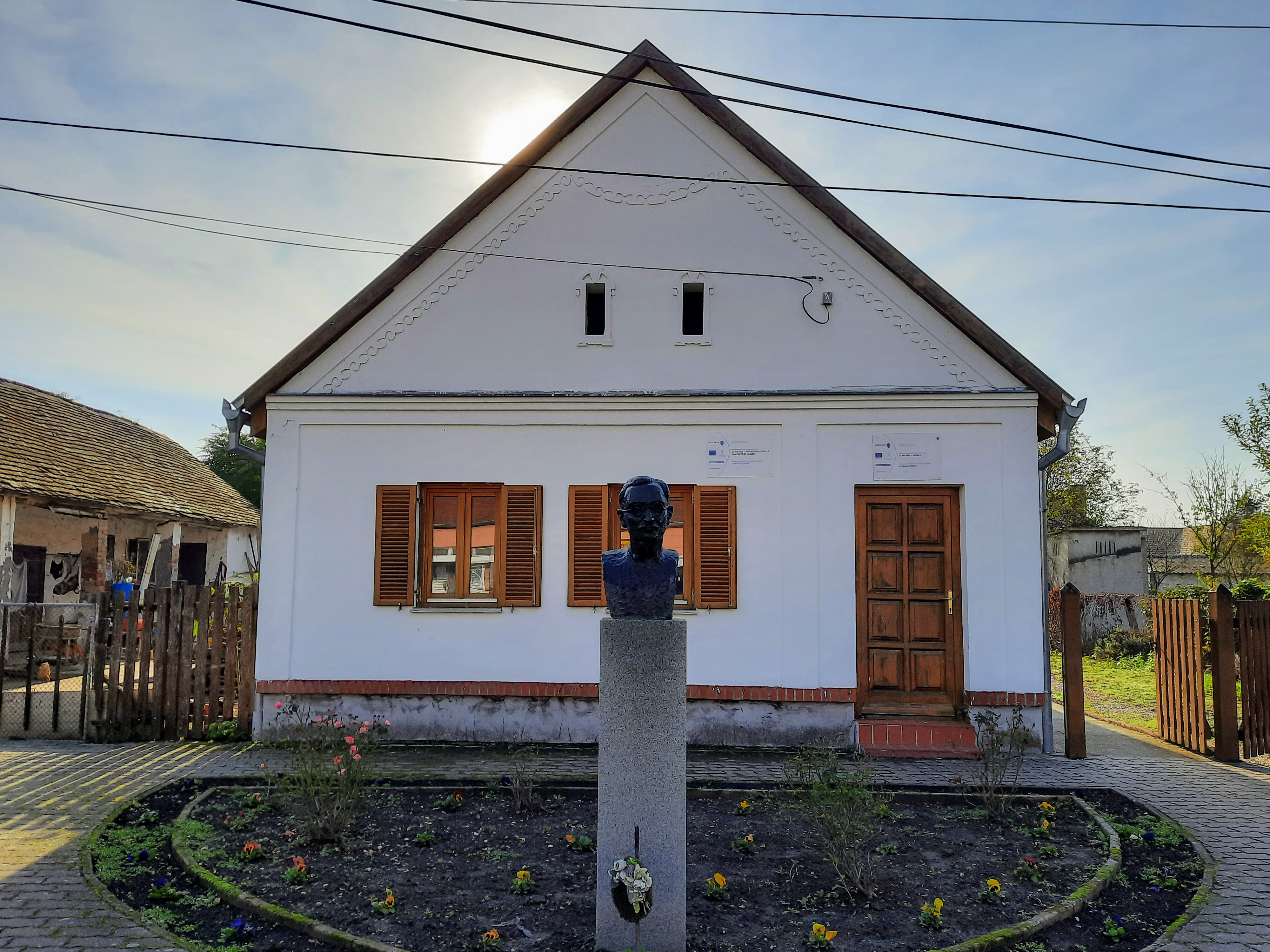
Kiss Géza mellszobra

A 2011-es népszámlálás során a lakosok 90,9%-a magyarnak, 0,2% bolgárnak, 0,8% cigánynak, 0,4% horvátnak, 1% németnek, 0,6% románnak mondta magát (9,1% nem nyilatkozott; a kettős identitások miatt a végösszeg nagyobb lehet 100%-nál). A vallási megoszlás a következő volt: római katolikus 49,5%, református 27,2%, evangélikus 0,2%, felekezeten kívüli 6,4% (13,6% nem nyilatkozott).
2022-ben a lakosság 91,4%-a vallotta magát magyarnak, 8% cigánynak, 0,9% egyéb, nem hazai nemzetiségűnek (8,6% nem nyilatkozott; a kettős identitások miatt a végösszeg nagyobb lehet 100%-nál). Vallásuk szerint 35,5% volt római katolikus, 20,2% református, 0,5% görög katolikus, 0,2% evangélikus, 0,2% egyéb keresztény, 2,3% egyéb katolikus, 14,3% felekezeten kívüli (26,6% nem válaszolt).

## Nevezetességei
- Református temploma 1800-ban épült, a festett kazettás mennyezet 1826-ból való.

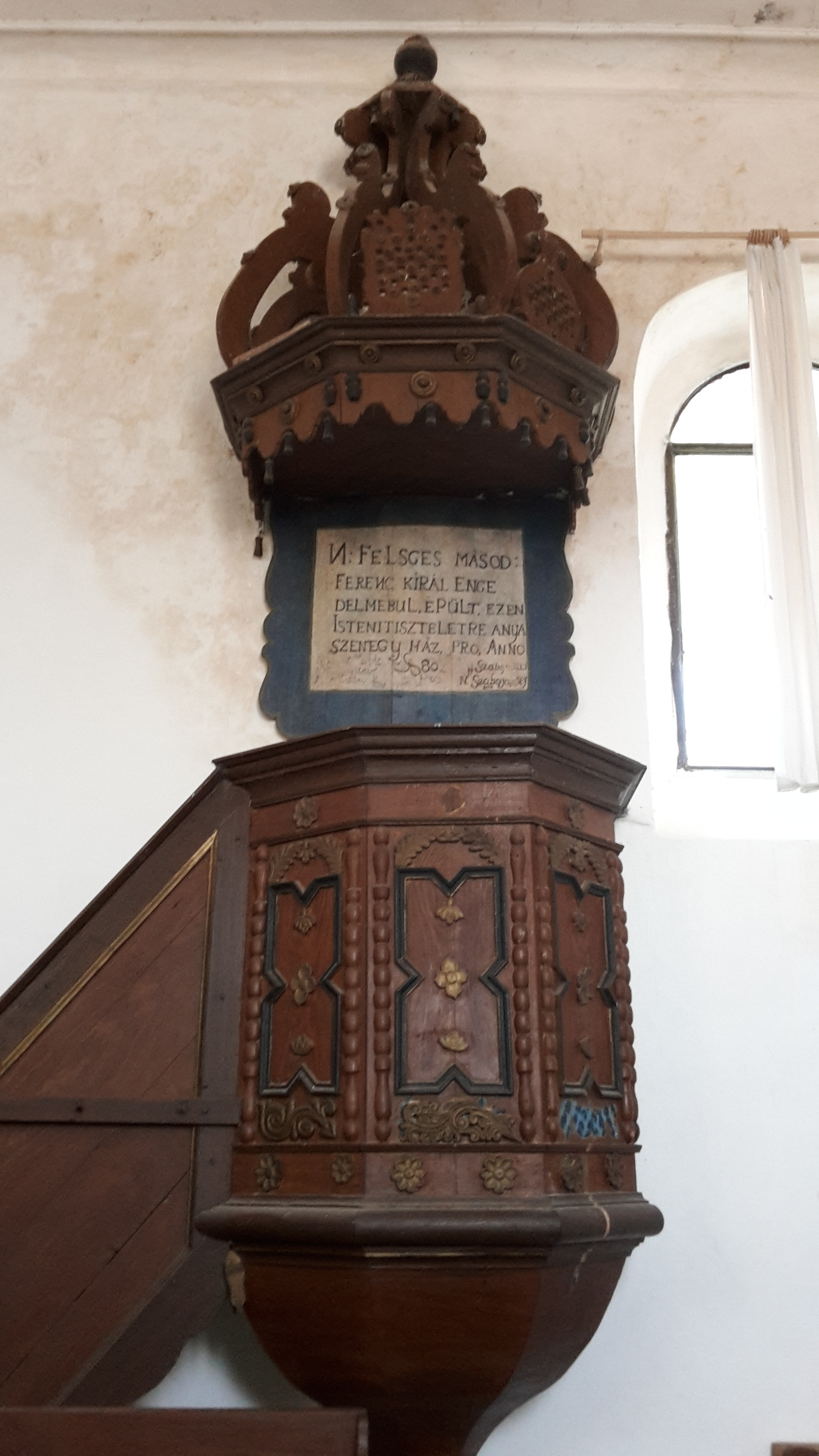
A kémesi református templom szószéke
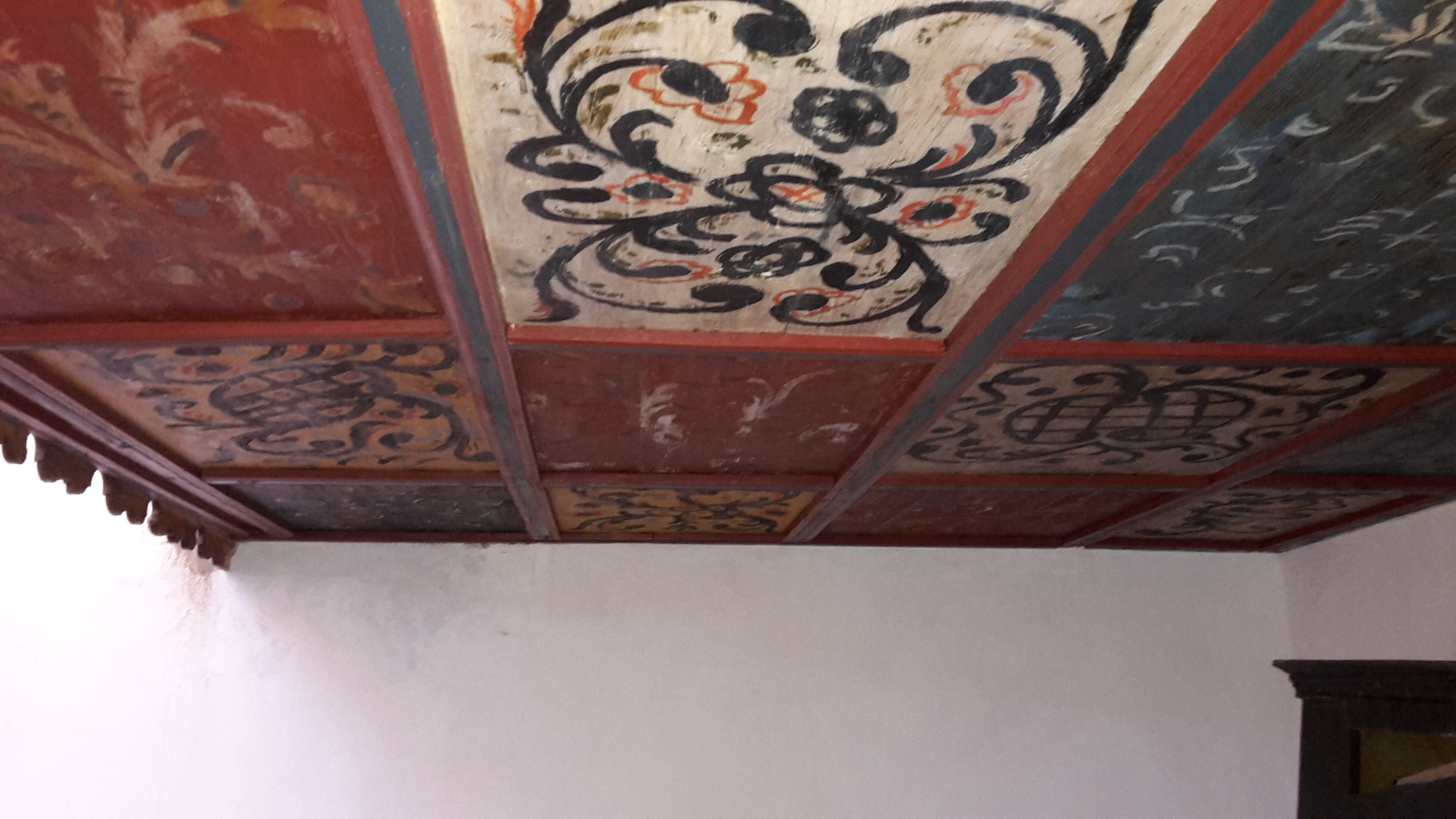
A kémesi református templom festett kazettái
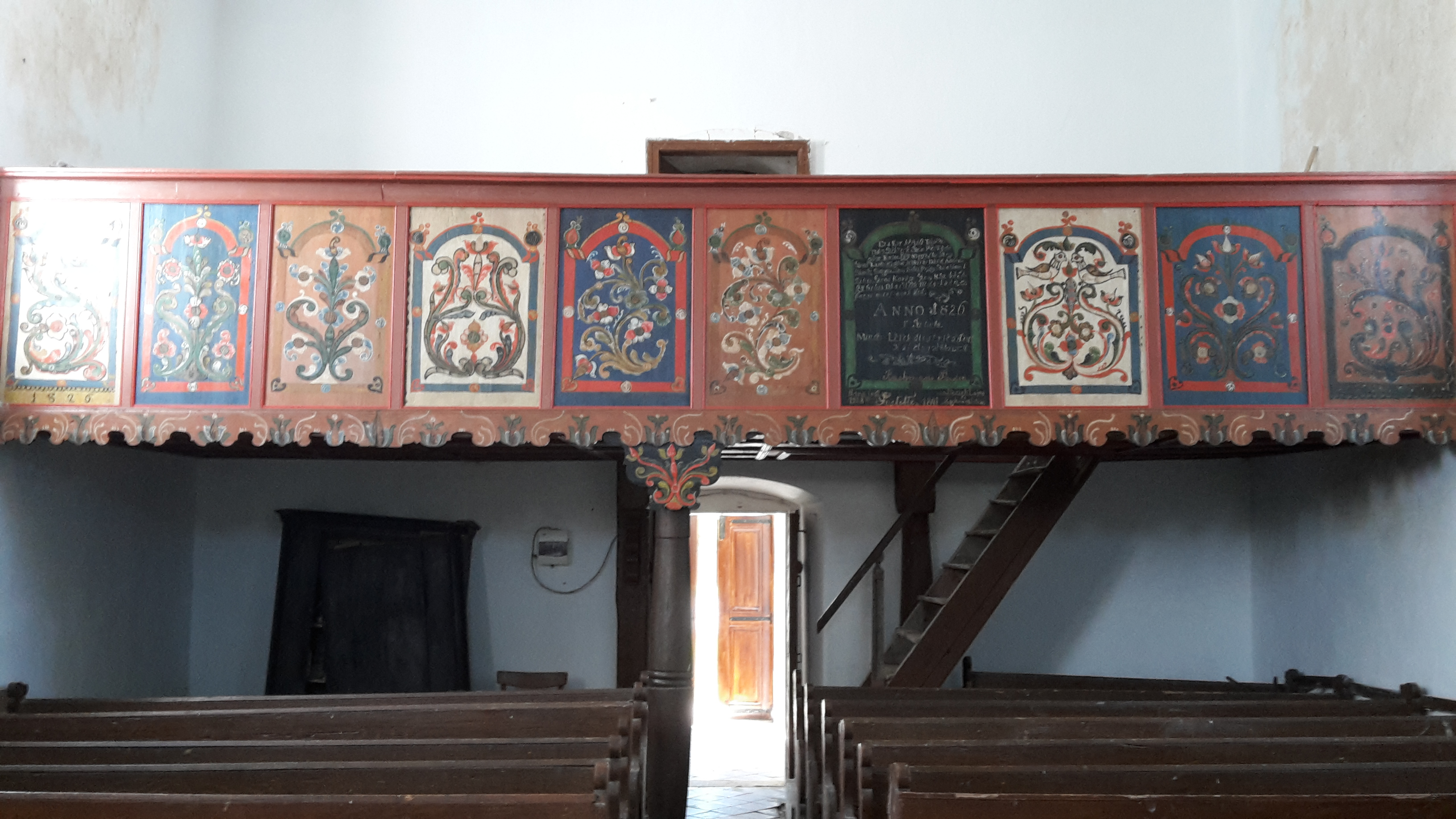
A kémesi református templom festett kazettái

## Nyelvjárás

Dél-Dunántúl nyelvjárásai

A térképeken Szársomlyó vagy Harsányi-hegy szerepel, de a környék népének ajkán gyakran hallani az Ördögszántotta hegy elnevezést is. Az alábbi legenda Kémesen jegyezték le, a helyi dél-somogyi nyelvjárásban:
„Volt egy gyönyörű lány, akire szömöt vetött az ördög. Egy napon megjelönt az anyjánál, és azt mondta, add neköm a lányodat, mert úgy is elviszöm. A furfangos öregasszony fogadást ajánlott az ördögnek: Ha napkeltéig fölszántod a Harsányi-hegyet, elvihetöd. Az ördög alkonyat után nagy garral nekilátott. Még éjfél se vót, már végzött is a hegy egyik felivel. Az anya megrémült. Mit csinyáljon? Mit csinyáljon? - Bémönt a tikólba, megkereste a kokast, a lába közé fogta és jól megszorétotta, erre az elkezdött kukorékóni, a környék kakasai meg mind utána mondták. Amikor az ördög meghallotta, azt hitte, hajnalodik és elvesztötte a fogadást. Mérgében dúlva-fúlva visszafutott a pokolba, ahol lemönt, forró kénköves víz fakadt. Ebbű lett a harkányi feredő. Az anyja csalafintasága révén így menekült meg a lány, a szél barázdálta hegyet meg azúta is Ördögszántotta-hegynek híjják.”